# 일반성면
일반성면(一班城面)은 대한민국 경상남도 진주시의 면이다. 넓이는 19.41km2이고, 인구는 2012년 기준으로 3,233명이다.

## 개요
일반성면은 동부 5개 면의 교통, 문화, 교육, 상업의 중심지로서 일찍부터 상업이 발달한 곳으로 날로 반성 재래시장이 번성하고 있는 고장이다. 면적은 19.41 km2로 진주시 16개 읍면동 중 가장 적은 면이지만 인근에 경남 산림환경연구원이 있어 그곳을 찾는 관광객이 이곳 일반성면을 지나간다. 2012년 1월 1일 기준으로 인구 3,233명 (남 : 1,556명, 여 : 1,677명) 1,413세대로 6개 법정리 19개 자연마을 31개 반으로 구성되어 있다.

## 행정 구역
- 개암리(開岩里): 개암마을지
- 남산리(南山里)
- 창촌리(倉村里)
- 운천리(雲川里)
- 가선리(佳仙里)
- 답천리(畓川里)

## 교육
- 반성초등학교
- 반성중학교
- 진주외국어고등학교

## 교통
- 반성역